# Quxayr
Els quxayr són una tribu àrab sempre associada als Banu Amir ben Sasaa. La seva genealogia seria: Quxayr ibn Kab ibn Rabia ibn Àmir ibn Sàssaa. Ja abans de l'islam les dues tribus actuaven unides en totes les guerres i conflictes. Amb el triomf del profeta Mahoma es van entendre amb aquest i junts els dos grups van participar en les guerres de conquesta a Síria i Iraq però sobretot a la part oriental de l'imperi. Alguns membres de la tribu van governar el Khorasan.